# Krasnopil, Tomakivka
Krasnopil (în ucraineană Краснопіль) este un sat în comuna Zelenîi Hai din raionul Tomakivka, regiunea Dnipropetrovsk, Ucraina.

## Demografie
Componența lingvistică a localității Krasnopil
     Ucraineană (92,93%)
     Rusă (6,06%)
Conform recensământului din 2001, majoritatea populației localității Krasnopil era vorbitoare de ucraineană (92,93%), existând în minoritate și vorbitori de rusă (6,06%).